# Magyar képek
1931-ben Bartók Béla meghangszerelte néhány korábbi zongoradarabját, amelyeket különféle sorozatokból válogatott és fűzött újabb ciklusba. Ebből keletkezett a Magyar képek (Sz. 97, BB 103) című zenekari mű.
A rövid darabok eredeti jellegén a hangszerelés által nem kívánt változtatni, a dallam fontos szerepét valamennyiben meghagyta.
Autográf partitúrája (a IV–V. tétel hangszerelését előkészítő jegyzeteket lásd BB 55 és 53), a Rozsnyai/Rózsavölgyi 5442 elsőkiadás (1931) metszőpéldánya jelenleg Bartók Péter gyűjteményében A1TFSS1 szám. Az elsőkiadás javított példánya ifj. Bartók Béla gyűjteményében található.

## Tételek

### Este a székelyeknél. Lento rubato – Allegretto
Az Este a székelyeknél című közismert darab az 1908-ban komponált Tíz könnyű zongoradarab ötödik száma volt. A falusi emlékeket felidéző, székely dallamok stílusában fogant melódia fafúvósokon szólal meg, míg a vonóskar harmóniái a szenvedélyes deklamáció hátterét adják.

### Medvetánc. Allegro vivace
Ugyanebből a sorozatból való a Medvetánc is, amely a kanásztáncok ritmikáját eleveníti fel.

### Melódia. Andante more
A Melódia az 1910-ben írt Négy siratóének második tétele. Érzelmi feszültségét egyre gazdagabbá váló hangszerelés és egyre fokozódó dinamika jelzi.

### Kicsit ázottan. Allegretto rubato
A Kicsit ázottan az 1911-ben befejezett Három burleszk második darabja. Groteszk humora nem egy érdekes hangzási effektus kipróbálására nyújt alkalmat a komponistának.

### Ürögi kanásztánc. Allegro molto
A sorozatot berekesztő Ürögi kanásztánc az 1908–1909-ben írt Gyermekeknek című ciklusból ismert. Bartók megjegyzése szerint „Felső-Iregh utolsó furulyása így adta elő a »Házasodik a tücsök« szövegű dalnak dallamát”. Egyébként ez a darab a ciklus egyetlen népdalfeldolgozása.

## Felvételek
- Bartók Béla:  Magyar képek - zenekarra Sz. 97 (1931) 1. Este a székelyeknél. Állami Hangversenyzenekar, vezényel Ferencsik János  YouTube (1958. november 30.)  (Hozzáférés: 2017. április 8.) (audió)
- Bartók Béla:  10 könnyű zongoradarab 5. Este a székelyeknél  - Evening in Transylvania. Vida-Kun Áron (12 éves)  YouTube (2017. március 25.)  (Hozzáférés: 2017. április 8.) (videó)